# Калиновка (Каменський район)
Кали́новка (рос. Калиновка) — селище у складі Каменського району Алтайського краю, Росія. Входить до складу Плотниковської сільської ради.

## Населення
Населення — 79 осіб (2010; 157 у 2002).
Національний склад (станом на 2002 рік):
- росіяни — 73 %